# Let Loose
Let Loose is een Britse band uit Londen. De band bestaat momenteel uit Matthew James Pateman, Rob Jeffrey, Lee Murray.

## Biografie
Let Loose scoorde hun eerste hit in het Verenigd Koninkrijk met hun debuutsingle Crazy for You uit 1994. Een jaar later voegden ze daar Seventeen aan toe. De singles verschenen op hun debuutalbum Let Loose, waarvan 20.000 exemplaren werden verkocht. Van dit album verschenen ook nog One Night Stand en Best in Me op single. Om het album te promoten toerde de band zeven maanden lang door Groot-Brittannië.
Hun tweede album Rollercoaster verscheen in 1996. Dit album werd in 1995 al voorafgegaan met de single Everybody Say Everybody Do. Later volgden van dit album nog de singles Make It with You, een cover van Bread, en Take It Easy. Hoewel de singles goed gingen in de Britse hitlijsten, vielen de verkoopcijfers van het album tegen en ging de groep datzelfde jaar nog uit elkaar. De bandleden gingen alle drie hun eigen weg.
Sinds 2008 treedt Let Loose regelmatig weer op, ook zette de band in december dat jaar vier nieuwe liedjes op hun Myspace pagina. Rob Jeffrey deed niet mee met deze reuïnie. Het album Paint It in Gold werd in mei 2009 uitgebracht.
In augustus 2023 kondigde de band een comeback aan.

## Discografie

### Studioalbums
- Let Loose (1994)
- Rollercoaster (1996)
- Paint It in Gold (2009)

### Singles
- Crazy for You (1993)
- The Way I Wanna Be (1993)
- Face to Face (1994)
- Seventeen (1994)
- Crazy for You (heruitgave) (1994)
- Seventeen (heruitgave) (1994)
- One Night Stand (1995)
- Best in Me (1995)
- Everybody Say Everybody Do (1995)
- Make It with You (1996)
- Take It Easy (1996)
- Darling Be Home Soon (1996)